# Мамай Ігор Юрійович
Мамай Ігор Юрійович — радянський, український кінооператор.

## Біографічні відомості
Народився 23 липня 1955 р. у м. Полтава в родині службовця. Закінчив Київський державний інститут театрального мистецтва ім. І. Карпенка-Карого (1982). 
Працює на Київській кіностудії ім. О. П. Довженка.
Член Національної спілки кінематографістів України.

## Фільмографія
- «Бачу ціль» (1978, асистент оператора)
- «Своє щастя» (1979, асистент оператора)
- «Побачення» (1982, асистент оператора)
- «Без року тиждень» (1982, 2-й оператор)
- «Украдене щастя» (1984, 2-й оператор)
- «Загублені в пісках» (1984, 2-й оператор. Диплом Всесоюзного конкурсу «За найкраще використання вітчизняної плівки»)
- «За покликом серця» (1985, у співавт. з М. Івановим)
- «Помилуй та вибач» (1988)
- «Помилуй і прости» (1989)
- «Провінційний анекдот» (1990, т/ф)
- «Подорож у країну Чаянова» (1990)
- «Нам дзвони не грали, коли ми вмирали» (1991)
- «Градус чорного Місяця» (1992)
- «Оболонь» (1996) та ін.

## Особисте життя
- Перша дружина — Наталія В'ячеславівна Сумська (1956)
- донька — Дарина Мамай-Сумська (1982)
- Друга дружина — Катерина Медяник — акторка.[2]